# Ajman Auda
Ajman Auda (hebr.: איימן עודה, arab.: أيمن عودة, ang.: Ayman Odeh, ur. 1 stycznia 1975 w Hajfie) – izraelski prawnik i polityk narodowości arabskiej, od 2015 poseł do Knesetu.

## Życiorys
Urodził się 1 stycznia 1975 w Hajfie.
Ukończył studia prawnicze na Uniwersytecie imienia Mihaia Eminescu w Jassach (Rumunia).
W latach 2006–2015 był sekretarzem generalnym Hadaszu. W 2015 został przewodniczącym partii. Doprowadził do historycznego zjednoczenia wszystkich ugrupowań arabskich w jedną listę wyborczą. Hadasz, Balad, Ta’al i Ra’am utworzyły Zjednoczoną Listę, która w wyborach w 2015 osiągnęła historyczny sukces. Auda został wybrany posłem z pierwszego miejsca na liście. W dwudziestym Knesecie zasiadał w komisjach budownictwa oraz pracy, opieki społecznej i dobrobytu, stał także na czele lobby kulturowego.
W wyborach w kwietniu 2019 uzyskał reelekcję z listy Hadasz-Ta’al.

## Życie prywatne
Jest żonaty, ma troje dzieci. Poza arabskim i hebrajskim posługuje się językami rumuńskim i angielskim.